# Пас и контрабас
Пас и контрабас је роман српског књижевника Саше Илића. Објавила га је издавачка кућа "Орфелин издаваштво" у оквиру едиције НОЋ РЕПУБЛИКЕ 2019. године у Београду, а у Загребу га је 2021. објавила издавачка кућа „Меандар”.
Добитник је НИН-ове награде за најбољи роман године.

## О писцу
Саша Илић је рођен 1972. у Јагодини. Дипломирао је на Филолошком факултету у Београду. До сада је објавио три књиге приповедака и три романа. Један је од покретача и уредник књижевног подлистка "Бетон" у дневном листу "Данас". 

## О књизи
Пас и контрабас Саше Илића је роман о музици, џезу, љубави и антипсихијатријској побуни против друштва које је одлучило да заборави све своје ратове.
Главном јунаку романа Пас и контрабас је гломазни инструмент одавно срастао с леђима, и као какав уклети грбавац води читаоца на различита места, на бојни брод Југословенске ратне морнарице, ковинску болницу, дунавску обалу, затроване институције, приказује судбине талентованих побуњеника, првих и последњих љубави, напуштености, уз сталне флешбекове и кошмаре, до светла - мора, музике, избеглицама пуне Ђенове, града који је познат по гробљу и још више по луци – тачки у којој избрисани и прогнани виде слободу и одакле се креће у нови живот, или барем његов наговештај.
Главни јунак је џез контрабасиста који је престао да свира. Заробљен је у времену, када би трбаало да је његов живот по свим предоченим параметрима већ завршен, али ипак није. Живот ипак траје заглављен између очаја и војно-фармацеутски детерминисане „помоћи“, у оквирима закона индустрије забаве која се представља као уметност.
Роман говори о томе како проговорити о ратној трауми која је остављена потомству да је покрива, затрпава и гура под тепих. Трагање за излазом из тог стања везано је за проналажење blue tona нове слободе. 
Књига је преведена на италијански језик.

## Награде
- Саша Илић је за роман добио НИН-ову награду за роман године (2019).[8]